# Aérodrome de Yélimané
Pour les articles homonymes, voir EYL.
L'aéroport de Yélimanés (code IATA : EYL • code OACI : GAYE) est un aéroport desservant Yélimané dans le cercle de Yélimané dans la région de Kayes au Mali.